# جان ریکوآ
جان ریکوآ (انگلیسی: John Requa؛ زادهٔ ۱ ژانویه ۱۹۶۷) فیلم‌نامه‌نویس و کارگردان فیلم اهل ایالات متحده آمریکا است.
از فیلم‌هایی که وی در آن نقش داشته‌است، می‌توان به دیوانه‌وار، احمقانه، عشق، گربه‌ها و سگ‌ها و تمرکز اشاره کرد.